# Vernet-les-Bains
Vernet-les-Bains (en catalán Vernet) es una localidad y comuna francesa. El pueblo está situado en una montaña, a 650 metros en la comarca del Conflent del departamento de los Pirineos Orientales, de la región de Languedoc-Rosellón.

## Transporte
El tren Ligne de Cerdagne recorre 63 kilómetros, desde la Villafranca de Conflent, hasta Latour-de-Carol. La línea tiene la estación más alta de Francia, situada a 1593  metros (Mont-Louis).
Villefranche-de-Conflent está también sobre una línea de tren regional, que conecta con Perpiñán.

## Demografía
| 1962  | 1968  | 1975  | 1982  | 1990  | 1999  |
| ----- | ----- | ----- | ----- | ----- | ----- |
| 1.165 | 1.229 | 1.310 | 1.325 | 1.489 | 1.440 |